# Crisis (seriado)
Crisis (No Brasil: Reféns do Poder) é uma série de televisão americana do gênero drama e ação que estreou em 16 de março de 2014 na rede NBC. Em 9 de maio de 2014, no meio de sua primeira temporada, a NBC anunciou o cancelamento da série e o canal transmitiu os episódios restantes (de um total de 12 episódios) até 22 de junho de 2014. Para forçar o final do seriado, o último episódio teve duração de 120 minutos, já que cada episódio possui, em média, 40 minutos de duração.

## Brasil
No Brasil, a série foi transmitida pela FX (TV a cabo) e estreou em sinal aberto no dia 2 de fevereiro de 2015 pela Rede Globo.

## Enredo
Os filhos de importantes executivos e políticos, incluindo o filho do presidente dos Estados Unidos, são sequestrados e mantidos reféns, durante um passeio escolar.

## Elenco
- Dermot Mulroney
- Rachael Taylor
- James Lafferty
- Michael Beach
- Halston Sage
- Max Schneider
- Gillian Anderson
- David Andrews
- David Chisum
- Mark Valley